# سیارک ۱۹۳۸۶
سیارک ۱۹۳۸۶ (به انگلیسی: 19386 Axelcronstedt، نامگذاری:1998CR4) نوزده هزار و سیصد و هشتاد و ششمین سیارک کشف شده‌است که در ۶ فوریه ۱۹۹۸ کشف شد.
قدر مطلق سیارک برابر ۲۱.۴ است.